# ریکو نستی
ماریا-سسیلیا سایمون کلی (به انگلیسی: Maria-Cecilia Simone Kelly؛ زادهٔ ۷ مهٔ ۱۹۹۷) که به‌طور حرفه‌ای با نام ریکو نستی (به انگلیسی: Rico Nasty) شناخته می‌شود رپر و خوانندهٔ آمریکایی اهل مریلند می‌باشد.